# Walter Greg
Sir Walter Wilson Greg, född den 9 juli 1875, död den 4 mars 1959, var en amerikansk bibliograf som beskrivits som en "förgrundsfigur inom biblioteksforskningen", eftersom han på sin tid gjorde ett stort bidrag i utvecklandet av den historiska bibliografin. Bland de arbeten han publicerat kan nämnas "The editorial problem in Shakespeare". Han var son till William Rathbone Greg.